# フランシス・マシュー (第2代ランダフ伯爵)

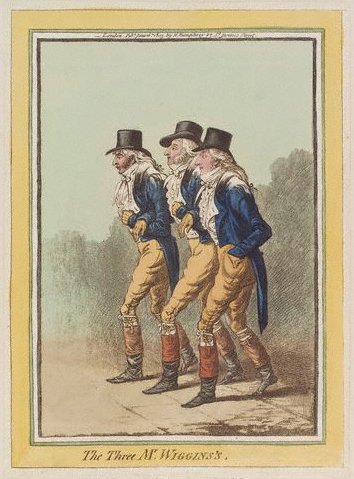
『三人のウィギンス氏』（The Three Mr Wiggins's）。ジェームズ・ギルレイによるカリカチュア、1803年出版。マシュー三兄弟を描いたものとされる。

第2代ランダフ伯爵フランシス・ジェームズ・マシュー（英語: Francis James Mathew, 2nd Earl Landaff KP、1768年1月2日 – 1833年3月12日）は、アイルランド王国出身の貴族、政治家。イギリス陸軍の大佐だったが、アイルランド王国とグレートブリテン王国の合同に反対したため、陸軍における昇進の道を断たれてしまった。
1797年から1806年までマシュー子爵の儀礼称号を使用した。

## 生涯
初代ランダフ伯爵フランシス・マシューと1人目の妻エリシャー・スミス（Elisha Smyth、1743年頃 – 1781年8月9日、ジェームズ・スミスの娘）の息子として、1768年1月2日にダブリンのセント・スティーブンス・グリーンで生まれた。ハーロー校で教育を受けた後、1784年3月5日にオックスフォード大学コーパス・クリスティ・カレッジに入学した。
1785年に中尉としてイギリス陸軍に入隊、1787年に軽騎兵第18連隊に配属され、1794年に第114歩兵連隊の中佐に昇進、1805年から1811年まで第99歩兵連隊隊長（軍階は大佐）を務めた。
1790年にティペラリー選挙区でアイルランド庶民院議員に当選したが、1792年に当選無効を宣告された。1796年3月15日から11月までカラン選挙区の代表として再びアイルランド庶民院議員を務めた後、議員を辞任してティペラリー選挙区の補欠選挙に出馬、当選を果たした。翌年の選挙でも再選を果たし、以降1800年までティペラリー選挙区の代表としてアイルランド庶民院議員を務めた。1801年に連合王国議会が成立すると、ティペラリー選挙区の代表として1806年まで連合王国庶民院議員を務めた。アイルランド庶民院ではアイルランド王国とグレートブリテン王国の合同に反対したが、結果的には父の侯爵への昇叙を邪魔することになった。また、陸軍における昇進にも悪影響を及ぼしたが、自身の政見に忠実な行動をした結果だったとされる。
合同関連以外の政見ではカトリック解放を支持するホイッグ党員とされ、1805年5月にカトリック解放に賛成票を投じたほか、1806年には初代グレンヴィル男爵ウィリアム・グレンヴィル率いる挙国人材内閣を支持した。1806年7月30日に父が死去すると、ランダフ伯爵位を継承した。
爵位継承以降はアイルランド貴族代表議員への選出を望んだが、摂政王太子ジョージがランダフ伯爵を選出させることに失敗したため、ジョージと敵対するようになった。ジョージ4世の即位後、キャロライン王妃の公開裁判において王妃の不貞の有無について審議されたとき、ランダフ伯爵は王妃に有利な証言をした。
1831年9月8日、聖パトリック勲章を授与された。
1833年3月12日にダブリンのメリオン・スクエアで急死、ティペラリー県トマスタウン（Thomastown）で埋葬された。弟モンタギュー・ジェームズ・マシューとジョージ・トバイアス・スケッフィントン・マシュー（George Tobias Skeffington Mathew）は生涯未婚のままそれぞれ1819年と1832年に死去しており、ランダフ伯爵位は廃絶した。死後、遺産は姉妹にあたるエリザベス（1842年没）が継承、エリザベスの死後は母の姉妹エリザベスの息子が継承した。

## 家族
1797年7月10日、ガートルード・セシリア・ラ・トゥッシュ（Gertrude Cecilia La Touche、1837年7月没、ジョン・ラ・トゥッシュの娘）と結婚した。